# Kawęczyn (gromada w powiecie lubelskim)
Kawęczyn – dawna gromada, czyli najmniejsza jednostka podziału terytorialnego Polskiej Rzeczypospolitej Ludowej w latach 1954–1972.
Gromady, z gromadzkimi radami narodowymi (GRN) jako organami władzy najniższego stopnia na wsi, funkcjonowały od reformy reorganizującej administrację wiejską przeprowadzonej jesienią 1954 do momentu ich zniesienia z dniem 1 stycznia 1973, tym samym wypierając organizację gminną w latach 1954–1972.
Gromadę Kawęczyn z siedzibą GRN w Kawęczynie utworzono – jako jedną z 8759 gromad na obszarze Polski – w powiecie lubelskim w woj. lubelskim na mocy uchwały nr 12 WRN w Lublinie z dnia 5 października 1954. W skład jednostki weszły obszary dotychczasowych gromad Kawęczyn, Bystrzejowice A, Bystrzejowice B, Bystrzejowice I, Majdan Kawęczyński i Wierzchowiska ze zniesionej gminy Piaski w tymże powiecie. Dla gromady ustalono 27 członków gromadzkiej rady narodowej.
Gromada przetrwała do końca 1972 roku, czyli do kolejnej reformy gminnej.